# Luo Xuejuan
Dans ce nom chinois, le nom de famille, Luo, précède le nom personnel.
Pour les articles homonymes, voir Luo.
Luo Xuejuan, née le 26 janvier 1984 à Hangzhou dans la province de Zhejiang, est une nageuse chinoise spécialisée dans les épreuves de brasse. Se révélant très jeune au début des années 2000, elle atteint l'apogée de sa carrière en obtenant le titre olympique du 100 mètres brasse en 2004. Plus de deux ans après ce sacre, Luo annonce sa retraite sportive pour soigner des problèmes cardiaques.

## Biographie
Championne nationale du 100 m brasse en 2000, la nageuse est sélectionnée pour participer aux Jeux olympiques de 2000 qu'organise la ville de Sydney. Seulement âgée de 16 ans, elle atteint la finale du 200 m brasse lors de laquelle elle obtient la huitième place. La jeune nageuse enchaîne l'année suivante avec sa première participation aux championnats du monde à Fukuoka (Japon). Lors de ces Mondiaux en grand bassin, Luo réalise le doublé 50 m - 100 m brasse. Sur cette seconde épreuve, la Chinoise obtient sa première médaille d'or devant l'Australienne Leisel Jones avant de récidiver sur l'épreuve non olympique du 50 m en précédant largement l'Américaine Kristy Kowal. Deux ans plus tard, la nageuse est une nouvelle fois couronnée sur ces deux épreuves portant à quatre le nombre de titres mondiaux figurant à son palmarès. 
En 2004, la Chinoise participe pour la deuxième aux Jeux olympiques à Athènes. Alignée sur l'épreuve du 100 m brasse, elle se qualifie pour la finale grâce au septième chrono des demi-finales. En améliorant le record olympique en 1 min 6 s 64, la Chinoise remporte la finale en s'imposant devant les australiennes Brooke Hanson et Leisel Jones. Elle devient ainsi la cinquième nageuse chinoise championne olympique.
Dès l'année suivante, les performances de la nageuse baissent comme lors des Mondiaux de Montréal au cours desquels elle ne conserve pas ses titres mondiaux obtenus deux ans plus tôt. La nageuse est écartée de l'équipe nationale en juillet 2006 pour, selon des médias, avoir touché de l'argent de ses parraineurs, avoir eu un petit ami et refusé de s'entraîner.
Quelque temps plus tard, et après avoir déclaré forfait pour les Jeux asiatiques de 2006, la brasseuse renonce à participer aux championnats du monde de natation 2007 organisés à Melbourne à cause de « problèmes de santé ». Luo Xuejuan serait en effet victime de nombreux malaises depuis 2004. Finalement, et après avoir présenté sa démission au bureau des sports de Zhejiang, elle annonce elle-même sa retraite le 30 janvier 2007 en raison de problèmes cardiaques alors qu'elle n'a que 23 ans,. En décembre de l'année précédente, la Chinoise avait subi une opération chirurgicale au cœur.

## Palmarès

### Jeux olympiques
- Jeux olympiques de 2000 à Sydney (Australie) :
  - 8e lors de la finale du 200 m brasse (2 min 27 s 33 lors de la finale).

- Jeux olympiques de 2004 à Athènes (Grèce) :
  -  Médaille d'or sur l'épreuve du 100 m brasse (1 min 6 s 64 lors de la finale).

### Championnats du monde de natation
| Discipline / Année | Fukuoka 2001 Grand bassin | Moscou 2002 Petit bassin | Barcelone 2003 Grand bassin | Indianapolis 2004 Petit bassin | Montréal 2005 Grand bassin |
| ------------------ | ------------------------- | ------------------------ | --------------------------- | ------------------------------ | -------------------------- |
| 50 m brasse        | Or 30 s 84                | Argent 30 s 17           | Or 30 s 67                  | 5e 31 s 15                     | 7e 31 s 50                 |
| 100 m brasse       | Or 1 min 07 s 18          | Bronze 1 min 6 s 36      | Or 1 min 6 s 80             | non disputé                    | 4e 1 min 7 s 60            |
| 200 m brasse       | Bronze 2 min 25 s 29      | non disputé              | non disputé                 | non disputé                    | non disputé                |
| 4 × 100 m 4 nages  | Bronze 4 min 2 s 53       | Bronze 3 min 57 s 29     | Or 3 min 59 s 89            | non disputé                    | non disputé                |

 Le temps indiqué est celui réalisé lors de la finale 

## Records
L'ancienne nageuse est détentrice du record olympique du 100 m brasse en 1 min 6 s 64, temps réalisé lors de la finale aux jeux d'Athènes en 2004. Par ailleurs, Luo Xuejuan a amélioré à deux reprises le record du monde du 50 m brasse en petit bassin : en 2001 (30 s 56) et en 2002 (30 s 47).